# Crematistofilia
La crematistofilia, dalla radice greca χρηματιστής chrematistes (che significa "donatore di denaro" o "commerciante di denaro" + il suffisso "filia") è la parafilia che identifica l'eccitazione sessuale derivata dal pagamento di una prestazione sessuale o dall'essere derubati, ricattati o costretti al pagamento di una somma di denaro. Nei casi più estremi i crematistofili ricercano, per eccitarsi, anche l'aggressione fisica o verbale (in questi ultimi casi alcune persone sono anche disposte a prostituirsi in cambio non di denaro ma di violenza corporale).

## Classificazione
La cremastofilia è considerata potenzialmente letale insieme ad altre parafilie come l'asfissia erotica o la biastofilia.

## Nella storia
Il caso più famoso della storia fu Ronald W. Keyes che nella sua autobiografia "The Armed Robbery Orgasm" disse che nonostante avesse effettivamente commesso svariate rapine si considerava un crematistofilo perché fu costretto a commettere quei crimini dalla sua fidanzata che lo minacciava di morte con una pistola. In un periodo di 6 settimane eseguì venti rapine a mano armata e dichiarò di aver sempre avuto un'erezione nel momento in cui faceva il colpo, arrivando anche all'eiaculazione. A casa lui e la sua fidanzata passavano ore a letto rivivendo insieme l'esperienza del furto. Fu arrestato quando lui, cercando di rompere con lei, fu denunciato da lei alla polizia. La giuria rifiutò la sua richiesta d'infermità mentale e venne condannato a svariati anni di detenzione.